# Barton-le-Street
Barton-le-Street is een civil parish in het bestuurlijke gebied Ryedale, in het Engelse graafschap North Yorkshire.